# Raspoutine, le moine fou
Pour les articles homonymes, voir Raspoutine (homonymie).
Pour plus de détails, voir Fiche technique et Distribution.
Raspoutine, le moine fou (Rasputin, the Mad Monk) est un film britannique réalisé par Don Sharp, sorti en 1966.

## Synopsis
Raspoutine fait connaître son don de guérison, en pleine Russie, en guérissant la femme d'un tavernier. Il décide alors de se rendre à la capitale afin de devenir important. Il hypnotise certaines personnes, ce qui lui permet de s'introduire à la cour du Tsar.

## Production
La Hammer lança la production du film le 7 juin 1963, soit trois jours après que le tournage de Dracula, prince des ténèbres fut achevé. En conséquence par souci d'économie, les deux films partagent plusieurs acteurs en commun dont quatre des principaux protagonistes, Christopher Lee, Francis Matthews, Barbara Shelley et Suzan Farmer. De même certains décors du Dracula furent aussi réemployés.

### Scénario
Contrairement au souhait de Christopher Lee, qui demandait que l'histoire soit fidèle à la vérité historique, des libertés furent prises dans le scénario par Anthony Hinds; notamment pour éviter un risque de procès par le prince Félix Ioussoupov. Celui-ci venait d'intenter un procès à CBS pour une fiction télévisée sur l'assassinat de Raspoutine intitulée If I Should Die, et la Hammer était tenue au courant de son évolution.

### Tournage
Le tournage fut brièvement interrompu à la suite d'une blessure que reçut l'actrice principale Barbara Shelley, lors d'une scène où son personnage lutte avec Raspoutine.

## Fiche technique
- Titre original : Rasputin, the Mad Monk
- Titre français : Raspoutine, le moine fou[3]
- Réalisation : Don Sharp
- Scénario : Anthony Hinds
- Décors : Bernard Robinson
- Photographie : Michael Reed
- Montage : Roy Hyde
- Musique : Don Banks
- Production : Anthony Nelson Keys
- Pays d'origine :  Royaume-Uni
- Format : Couleurs - 2,35:1 - Mono
- Genre : horreur, biographie religieuse[3]
- Durée : 91 minutes
- Date de sortie : 
  - Royaume-Uni : 1966
  - France : 28 septembre 1966[3]
- Affiche : Enzo Nistri (Italie)

## Distribution
- Christopher Lee (VF : Jacques Deschamps) : Grigori Yefimovich (Efimovitch en VF) Rasputin
- Barbara Shelley : Sonia
- Richard Pasco (VF : William Sabatier) : Dr Boris Zargo
- Francis Matthews (VF : Jean-Louis Jemma) : Ivan Kesnikoff
- Suzan Farmer (VF : Jeanine Freson) : Vanessa
- Dinsdale Landen (VF : André Falcon) : Peter (Piotr en VF) Vasilievich
- Renée Asherson (VF : Nathalie Nerval) : Alexandra, la tsarine
- Joss Ackland (VF : Louis Arbessier) : L'évêque
- Alan Tilvern (VF : Pierre Collet) : Le Patron
- John Bailey (VF : Albert Augier) : Le physicien
- Bryan Marshall (VF : Jacques Bernard) : Vasily
- Cyril Shaps : Foxy Face
- Derek Francis (VF : Pierre Leproux) : Paul, l'aubergiste
- Brian Wilde (VF : Henry Djanik) : Le père de Vasily
- Michael Cadman (VF : Yves-Marie Maurin) : Michael
- John Welsh (VF : Georges Riquier) : L'abbé
- Helen Christie (VF : Lita Recio) : La première prostituée du Café Tzigane
- Barlett Mullins (VF : Fernand Fabre) : Le conducteur du chariot transportant Raspoutine
- Jeremy Young (VF : Jean-François Laley) : Le messager de la cour
- Celia Ryder (VF : Hélène Tossy) : La dame corpulente

## DVD (France)
Le film est sorti sur le support DVD dans la collection Les Trésors de la Hammer :
- Raspoutine, le moine fou (DVD-9 Keep Case) sorti le 5 octobre 2005 édité par Metropolitan Vidéo et distribué par Seven7. Le ratio écran est en 2.10:1 panoramique 16:9. L'audio est en Français et Anglais 2.0 mono Dolby Digital avec présence de sous-titres français. En supplément la bande annonce d'époque et un documentaire sur Christopher Lee (25' VOST). Il s'agit d'une édition Zone 2 Pal[4].